# Beach Haven
Beach Haven é um distrito localizado no estado americano de Nova Jérsei, no Condado de Ocean.

## Demografia
Segundo o censo americano de 2000, a sua população era de 1278 habitantes. 
Em 2006, foi estimada uma população de 1366, um aumento de 88 (6.9%).

## Geografia
De acordo com o United States Census Bureau tem uma área de 6,0 km², dos quais 2,5 km² cobertos por terra e 3,5 km² cobertos por água. Beach Haven localiza-se a aproximadamente 2 m acima do nível do mar.

## Localidades na vizinhança
O diagrama seguinte representa as localidades num raio de 12 km ao redor de Beach Haven. 